# جورج ميلر (مصارع رياضي)
جورج ميلر (بالفرنسية: Georges Miller)‏ هو مصارع رياضي لوكسمبورغي، ولد في 13 ديسمبر 1906، وتوفي في 5 فبراير 1979.

## وصلات خارجية
- جورج ميلر على موقع أوليمبيديا (الإنجليزية)